# حیات وحش سوئد
سوئد، واقع در شبه‌جزیره اسکاندیناوی، کشوری کوهستانی‌ست که دریاچه‌ها و جنگل‌ها آن را فرا گرفته‌اند. زیستگاه‌های این کشور شامل خلنگزار کوهی، جنگل‌های کوهستانی، توندرا، تایگا، جنگل‌های راش، رودها، دریاچه‌ها، خلاش‌ها، آب‌های لب‌شور، سواحل دریایی و زمین‌های زیر کشت است.

## تنوع زیستی
به صورت تخمینی، ۵۵٬۰۰۰ گونه از گیاهان و جانوران در زیستگاه‌های روی خشکی سوئد زیست می‌کنند. این عدد نسبتاً کوچک را ناشی از اقلیم سرد آنجا می‌دانند. گونه‌های این کشور شامل ۷۳ گونه از پستانداران، حدود ۲۴۰ گونه پرنده مولد (و ۶۰ یا چیزی در همین حدود گونه غیرمولد دیگر که به‌ندرت یا سالانه دیده می‌شوند)، ۶ گونه خزنده، ۱۲ گونه دوزیست، ۵۶ گونه ماهی آب‌شیرین، حدود ۲۰۰۰ گونه از آوندداران، نزدیک به ۱۰۰۰ گونه از خزه‌تباران و بیش از ۲۰۰۰ گونه گلسنگ هستند.
سوئد در سال ۲۰۱۹ امتیاز میانگین ۵٫۳۵ از ۱۰ نمایه یکپارچگی چشم‌انداز جنگلی را به‌دست آورد و رتبه آن صد و سوم از صد و هفتاد و دو کشور شد.